# Love Don't Let Me Go
Love Don't Let Me Go – drugi singiel francuskiego DJ-a Davida Guetty, wydany z albumu Just a Little More Love. Twórcą tekstu piosenki jest Chris Willis.

## Lista utworów
1. Love Don't Let Me Go (Main Mix) - 7:25
2. Love Don't Let Me Go (House Remix) - 5:28
3. Love Don't Let Me Go (1987 Rister Remix) - 6:46
4. Love Don't Let Me Go (Scream Mix) - 8:01
5. Love Don't Let Me Go (Edit Single) - 3:39